# 萨克拉门托热浪队
萨克拉门托热浪（英語：Sacramento Heatwave），是美国篮球协会ABA联盟的一支球队，位于加利福尼亚州萨克拉门托。球队最初是在2003年秋天于加利福尼亚弗雷斯诺创建的。
最初，球队称之为弗雷斯诺热火，但是为了和NBA球队迈阿密热火队加以区别，后来被改名为萨克拉门托热浪。
在2006年12月3日，球队正式迁往加利福尼亚州萨克拉门托并且变成了现在的萨克拉门托热浪，球队主场设在科森尼斯河学院（Consumnes River College）。